# Joaquim Cruz (Politiker)
Joaquim Cruz (* 26. Mai 1979 in Sobral de Monte Agraço) ist ein portugiesischer Politiker der PSD.
Cruz rückte am 1. Mai 2014 in das Europäische Parlament nach, schied aber mit Ablauf des 30. Juni aus diesem wieder aus. Er übernahm das Mandat von der ausgeschiedenen Maria da Graça Carvalho.